# Too Much Too Young: The Gold Collection
Too Much Too Young: The Gold Collection är ett samlingsalbum av det brittiska ska-bandet The Specials. Det innehåller åtta låtar från deras självbetitlade debutalbum, The Specials, från 1979, tillsammans med sju låtar från det efterföljande albumet More Specials (1980), plus spåret "Rude Boys Outa Jail", som ursprungligen bara släpptes som en dubbel A-sida singel med "Rat Race" 1980. Samlingen fokuserar således på gruppens tidigare år, endast med inspelningar gjorda av den ursprungliga line-up innan Neville Staples, Terry Hall och Lynval Golding lämnade bandet 1981/1982.

## Låtlista
1. "Too Much Too Young" (Jerry Dammers) – 6:05
2. "Enjoy Yourself (It's Later Than You Think)" (Herb Magidson/Carl Sigman) – 3:36
3. "Man at C&A" (Dammers/Terry Hall) – 3:36
4. "Rude Boys Outa Jail" (Lynval Golding/Neville Staple) – 4:06
5. "I Can't Stand It" (Dammers) – 4:04
6. "Do The Dog" (Rufus Thomas, arr.: Dammers) – 2:09
7. "Blank Expression" (Dammers/The Specials) – 2:42
8. "(Dawning Of A) New Era" (Dammers) – 2:25
9. "Monkey Man" (Toots Hibbert) – 2:45
10. "Hey Little Rich Girl" (Roddy Byers) – 3:34
11. "Pearl's Cafe" (Dammers) – 3:09
12. "Little Bitch" (Dammers) – 2:32
13. "Rat Race" (Byers) – 3:09
14. "A Message to You, Rudy" (R. Thompson) – 2:52
15. "Do Nothing" (Golding) – 3:41
16. "You're Wondering Now" (Clement Seymour) – 2:37